# Change.org
Change.org Inc. és una organització o corporació constituïda legalment com a persona jurídica el negoci de la qual inclou la venda i prestació de serveis mitjançant enviaments massius, llistes de correu electrònic i serveis derivats. Actua, a més, com a blog i lloc d'acollida lliure i pública de peticions per internet de caràcter cívic, reformista, social i, en general, reivindicatiu del compliment dels drets humans.

## Fundació i desenvolupament
Va començar la seva prestació de serveis el 7 de febrer de 2007 sent els seus promotors l'actual CEO, Ben Rattray, i Marcos Dimas. L'ampli suport a les seves demandes ha aconseguit que moltes de les seves peticions s'hagin aconseguit.

### Col·laboració amb altres organitzacions sense ànim de lucre
Treballa al costat de més de 1.000 de les organitzacions sense ànim de lucre i organitzacions no governamentals més grans del món.

### Campanya de Barack Obama
El 2008, l'organització es va associar amb MySpace per crear un fòrum obert com a catàleg d'idees (crowdsourcing) per al seu desenvolupament i implementació de la futura presidència dels Estats Units de Barack Obama.

### Blog Action Day
El 2010, va ajudar a l'obertura del «Dia del Blog» (Blog Action Day). Aquest esdeveniment va ser recolzat pel Programa de les Nacions Unides per al Desenvolupament.

## Peticions
Des de la seva creació, ha aconseguit moltes de les seves peticions -demandes i reclamacions-. El 2011 va ser objecte d'un atac de denegació de servei des de la RP de la Xina, provocant la investigació de l'FBI. Per a l'organització, l'atac va ser la resposta a la seva petició, adreçada al govern xinès, de llibertat per a l'artista Ai Weiwei.
Al maig de 2011, amb relació a les mobilitzacions del Moviment 15-M i ¡Democracia Real YA!, davant del desallotjament realitzat pels Mossos d'Esquadra es va iniciar la petició «Exigeix la dimissió fulminant del conseller d'Interior Felip Puig per la violència utilitzada a Plaça Catalunya».
Al desembre de 2013 es va fer una petició perquè TMB i l'Ajuntament de Barcelona fessin una escultura per a recordar el cantant d'òpera del metro de Barcelona Ramon Julibert i Torras.